# クリシー
クリシー （Clichy）は、フランス、イル・ド・フランス地域圏、オー＝ド＝セーヌ県のコミューン。南側はパリ17区、東側はセーヌ＝サン＝ドニ県サン＝トゥアンになる。

## 由来
メロヴィング朝時代にはClippiacumと呼ばれていた。人名であるClepius、Cleppius、Clippiusは接尾辞のacusを加えると、ガロ＝ローマ語でクリッピウスの財産を意味する。
クリシーは別名クリシー＝ラ＝ガレンヌ（Clichy-la-Garenne）という。

## 経済
ロレアルグループ、ビック、高級スーパーマーケットチェーンのモノプリ、ソニー・フランスなどが本社機能を置いている。

## 交通
- 鉄道 - パリメトロ13号線、トランジリアン パリ＝サン＝ラザール線

## 関係者
- 主な出身者
- ジャック・メスリーヌ（犯罪者）
- ソレイマヌ・ムバイエ（プロボクサー）
- マリナ・ヴラディ（女優）
- トマ・ピケティ（経済学者）
- ルネ・アルコス（詩人）
- ジャン＝リュック・ルージェ（柔道家）
居住・ゆかりの人物
- ヴァンサン・ド・ポール（カトリック司祭）

## 姉妹都市
- ハイデンハイム・アン・デア・ブレンツ、ドイツ
- ザンクト・ペルテン、オーストリア
- サント・ティルソ、ポルトガル
- サザーク区、イギリス
- ルビー、スペイン